# جوزفين سانت بيير روفين
جوزفين سانت بيير روفين (بالإنجليزية: Josephine St. Pierre Ruffin)‏ (31 آب/ أغسطس 1842- 13 آذار/ مارس 1924)، أمريكية ذات أصول أفريقية، ناشرة وصحفية وقائدة للمطالبة بالحقوق المدنية ومنادية بمنح المرأة حق التصويت ومحررة لصحيفة عصر المرأة، وهي أول صحيفة وطنية تنشر من قبل وإلى النساء الأمريكيات من أصل أفريقي.

## السنوات المبكرة والتعليم
ولدت روفين في بوسطن، ماسانشوستس، للوالدين جون سانت بيير، صاحب الأصول الأفريقية والفرنسية من مارتينيك، وإليزابيث ماتيلدا مينهنيك من كورنوال، إنجلترا. كان والدها بائع ثياب ناجحًا ومؤسسًا لكنيسة صهيون في بوسطن. التحقت بالمدارس الحكومية في شارلستون وسالم وبمدرسة خاصة في مدينة نيويورك وذلك بسبب اعتراض والديها على المدارس المنفصلة عنصريًا في بوسطن. أكملت دراستها في مدرسة بودوين (وهي تختلف عن كلية بودوين) بعد إلغاء الفصل العنصري في مدارس بوسطن.
في سن 16، تزوجت من جورج لويس روفين (1934- 1886) الذي واصل دراسته ليصبح أول خريج أمريكي من أصل أفريقي من كلية الحقوق في جامعة هارفرد، وأول أمريكي من أصل أفريقي ينتخب في مجلس مدينة بوسطن، وأول قاضٍ بلدي أمريكي من أصل أفريقي. انتقل الزوجان للعيش في ليفربول لكنهما سرعان ما عادا إلى بوسطن بعد فترة قصيرة واشتريا منزلًا في ويست إند.

## نشاطاتها
بالعمل مع زوجها، أصبحت روفين ناشطة في الكفاح ضد العبودية. أثناء الحرب الأهلية، ساعدا في تجنيد الجنود السود لجيش الاتحاد، فوجَي ماساتشوستس 54 و55. كما عمل الزوجان في هيئة الصحة العامة التي تقدم المساعدة لرعاية الجنود في الميدان. بعد انتهاء الحرب، حولت روفين اهتمامها لتنظيم جمعية إغاثة كانساس لجمع الأموال والملابس وإرسالها لمساعدة السود الجنوبيين على إعادة توطينهم في كانساس.
أيدت روفين حق المرأة في التصويت، وفي عام 1869، انضمت إلى جوليا وارد هاو ولوسي ستون لتشكيل الجمعية الأمريكية المطالبة بحق المرأة في الاقتراع (AWSA) في بوسطن. برفقة مجموعة من هذه النساء، أسست هاو وستون أيضًا نادي إنكلترا الجديدة للسيدات في عام 1868. إذ كانت جوزفين أول عضو ذا بشرة سوداء عندما انضمت في منتصف التسعينيات من قرن 19. كتبت روفين لصحيفة أسبوعية لأصحاب البشرة السوداء باسم ذا كورنت، وأصبحت عضوًا في جمعية الصحافة النسائية في نادي إنكلترا الجديدة.
حين توفي زوجها جورج عن عمر يناهز 52 عامًا في عام 1886، استخدمت روفين ضمانها المالي وقدراتها التنظيمية لإطلاق صحيفة عصر المرأة، لتصبح أول صحيفة وطنية تنشر من قبل وإلى النساء الأمريكيات ذوات الأصول الأفريقية. عملت كمحررة وناشرة من عام 1890 إلى عام 1897. أثناء الترويج للأنشطة المتعلقة بمختلف الأعراق، دعت صحيفة عصر المرأة النساء ذوات البشرة السوداء للمطالبة بحقوق متزايدة لعرقهن.
في عام 1894، أنشأت روفين نادي عصر المراة، وهي مجموعة مناصرة للنساء ذوات البشرة السوداء، بمساعدة ابنتها فلوريدا ريدلي وماريا بالدوين، مديرة مدرسة بوسطن.
في عام 1895، نظمت روفين الاتحاد الوطني للنساء الأمريكيات ذوات الأصول الأفريقية. إذ عقدت أول مؤتمر وطني للنساء ذوات البشرة الملونة في أمريكا في بوسطن، والذي حضرته نساء من 42 ناديًا للنساء ذوات البشرة السوداء من 14 ولاية. في العام التالي، اندمجت المنظمة مع عصبة النساء ذوات البشرة الملونة لتشكيل الرابطة الوطنية لأندية النساء ذوات البشرة الملونة ((NACWC. انتُخبت ماري تشيرش تيريل رئيسة للرابطة وشغلت روفين منصب أحد نواب رئيس الرابطة.
في الوقت الذي كانت تتشكل فيه الرابطة الوطنية لأندية النساء ذوات البشرة الملونة (NACWC)، كانت روفين تدمج نادي إنكلترا الجديدة للنساء. عندما اجتمع الاتحاد العام لأندية النسائية في ميلوواكي في عام 1900، خططت للحضور كممثلة عن ثلاث منظمات (نادي عصر المرأة ونادي إنكلترا الجديدة للنساء ونادي إنكلترا الجديدة للصحافة النسائية.
كانت نساء الجنوب يشغلن مناصب السلطة في الاتحاد العام، وعندما اكتشفت اللجنة التنفيذية أن جميع أعضاء نادي العهد الجديد كانوا ذوي بشرة سوداء، لم يقبلوا أوراق اعتماد روفين. قيل لروفين أن بإمكانها أن تجلس كممثلة لناديين لأصحاب البشرة البيضاء ولكن ليس لصحاب البشرة السوداء. رفضت هذا المبدأ واستبعدت من الاجتماعات. وأصبحت هذه الأحداث معروفة باسم «حادثة روفين» وتمت تغطيتها على نطاق واسع في الصحف في جميع أنحاء البلاد، التي كانت معظمها مؤيدًا لروفين. بعد ذلك، أصدر نادي عصر المرأة بيانًا رسميًا بأنه «يجب على النساء ذوات البشرة الملونة أن يقتصر عملهن على ناديهن وسوف يتاح مجال العمل الكبير لهن هناك».
تم حل نادي العهد الجديد في عام 1903، ولكن بقيت روفين ناشطة في الكفاح من أجل المساواة في الحقوق، وفي عام 1910 ساعدت في تشكيل الجمعية الوطنية للنهوض بالملونين (NAACP). كانت واحدة من أعضاء ميثاق الجمعية الوطنية للنهوض بالملونين (NAACP). إلى جانب غيرها من النساء اللواتي ينتمين إلى نادي العهد الجديد، كما أنها شاركت في تأسيس رابطة النساء لخدمة المجتمع، والتي ما تزال قائمة حتى اليوم.

## حياتها الشخصية
كان لدى روفين وزوجها خمسة أطفال: هوبيرت وكان محاميًا، وفلوريدا ريدلي، مديرة مدرسة وأحد مؤسسي صحيفة عصر المرأة، وستانلي المخترع، وجورج موسيقي، وروبرت الذي توفي في السنة الأولى من حياته.
توفيت بسبب التهاب في الكلى في منزلها في شارع سانت بوتولف في بوسطن، وفي عام 1924، دُفنت في مقبرة جبل أوبورن، كامبريدج.

## الميراث
في عام 1995، أُدرج اسم روفين في قاعة الشهرة الوطنية للمرأة.
في عام 1999، أُضيفت مجموعة تتكون من ستة ألواح رخامية طويلة مع تمثال نصفي مصنوع من البرونز في كل لوحة في مقر رئاسة ماساتشوستس؛ وكانت التماثيل النصفية لكل من روفين وفلورنس لوسكومب وماري كيني أوسوليفان ودوروثيا ديكس وسارة باركر ريمون ولوسي ستون. إضافة إلى ذلك، حُفر اقتباسان لكل من هؤلاء النساء (من ضمنهم روفين) على لوحته الرخامية، كما أن الحائط وراء جميع اللوحات له ورق جدران مصنوع من ست وثائق حكومية مكررة مرارًا وتكرارًا، وتعود كل وثيقة لقضية واحدة أو أكثر من النساء.
أصبح منزلها في شارع تشارلز موقعًا سياحيًا يمثل طريق المرأة التراثي في بوسطن.

## روابط خارجية
- جوزفين سانت بيير روفين على موقع الموسوعة البريطانية (الإنجليزية)